# Ali Bitchin
 (avril 2017).
Améliorez-le ou discutez des points à vérifier. 
Ali Bitchin, ou Bitchnin, à l'origine Piccinin (considéré comme né à Massa en Toscane et mort en 1645) est un Italien converti à l'Islam (« renégat » aux yeux des chrétiens) qui fait fortune à Alger en pratiquant le corso ; grand amiral d'Alger, il est connu par la mosquée qu'il a fait construire à Alger (mosquée Ali Bitchin, église Notre-Dame-des-Victoires durant la période coloniale) ; il est parfois considéré comme ayant été gouverneur d'Alger (par usurpation) en 1645,.

## Historiographie
Il est connu en particulier grâce au récit de captivité publié par Emmanuel d'Aranda, son esclave pendant un an environ en 1640 et 1641.

## Biographie
Ali Bitchin de son vrai nom Aldino ou Aldo Piccinin est d'origine italienne. Il fut enlevé lors d’un raid sur le château Malaspina de Massa (Toscane) qui eut lieu en 1578 et emmené à Alger puis acheté par le raïs Fatah-Allah Ben Khodja pour 60 pièces d’or. Sous l’autorité et l’éducation du raïs Ben Khodja, ce jeune de 10 ans devint rapidement un redoutable corsaire. Celui que l’on nommera le « Lion des mers » deviendra successivement chef de la Taïfa des raïs et grand amiral de la flotte navale de la Régence d'Alger. Il s'est converti à l'islam afin d'épouser la princesse Lallahoum, la fille du roi de Koukou. Il fit construire, à la demande de son épouse, une mosquée (qui porte aujourd'hui son nom) à la Basse-Casbah le 4 mars 1622 avec du marbre de Massa, sa ville d’origine,,.

### Sa carrière à Alger (1621-1637)

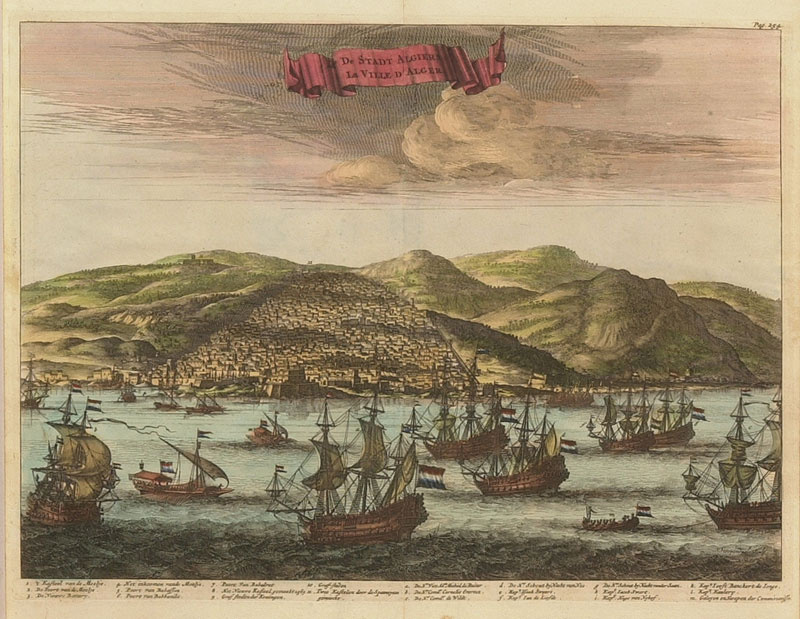
Alger à l'époque de la Régence (1680)

À la tête de la corporation des raïs, il est l'homme le plus puissant de la ville, étant donné qu'à Alger, le pouvoir du sultan de Constantinople est lointain, et que les dirigeants politiques de la Régence vivent sous la menace d'une révolte des janissaires, que l'on ne peut payer que grâce au produit des prises des raïs. Ses positions politiques sont claires : il est contre tout ce qui peut coûter aux grands propriétaires d'esclaves et aux raïs. De Grammont écrit de lui : « En 1634, Sanson Le Page reconnaissait qu'il était inutile de chercher des accommodements contraires à la volonté d'Arabadji, de Cigala et d'Ali Bitchnin ». En 1637, il fait échouer des tractations avec la France en vue de la libération d'esclaves français et d'un renouvellement du traité de paix ; il dirige la destruction des établissements commerciaux français de La Calle et réduit en esclavage les employés ; d'une façon générale, Ali Bitchin s'emploie à détruire les traités de paix avec la France, qui l'empêchent d'exercer sa prédation sur les richesses des navires de Marseille.

### Ali Bitchin d'aprèsEmmanuel d'Aranda

#### Ses richesses
Ses richesses sont immenses. Il possède un palais en ville, une maison de campagne, plusieurs galères et 500 esclaves et serviteurs, marins ou agriculteurs. Une partie de ceux-ci était logée dans un ensemble de bâtiments, proche de son palais et de sa mosquée, qui dans la traduction française du livre de d'Aranda est appelé, de façon inappropriée « bain » et où se trouve une église, ainsi qu'une taverne, tenue par ses esclaves, et fréquentée aussi par les soldats turcs (car, d'après les doctrines théologiques alors en vigueur à Alger, un Musulman peut boire de l'alcool à condition de ne pas en vendre). Il est décrit en ces termes par Aranda: 
« De là, nous fûmes au bain de notre nouveau maître ; c'est la place destinée pour le logement et la demeure des esclaves des galères. Ledit bain était une rue de sa maison, la qualité duquel et la situation je vous décrirai en bref. Premièrement, il y avait l'entrée étroite, et on venait dans une grande voûte, qui recevait la lumière telle quelle par quelques treilles d'en haut, mais si peu qu'en plein jour et à midi, dans aucunes tavernes dudit bain, on devait allumer des lampes. Les taverniers sont esclaves chrétiens du même bain, et ceux qui viennent là pour boire sont des corsaires et soldats turcs, qui s'amusent à boire et à faire des pêchés abominables. En haut, c'est une place carrée entre les galeries de deux étages ; et, entre ces galeries, il y avait aussi des tavernes et une église de Chrétiens, capable de contenir 300 personnes, pour entendre la messe. Nous étions là 500 esclaves chrétiens appartenant à notre patron Ali Pegelin. »
D'Aranda donne à son sujet un certain nombre de traits anecdotiques : 
Il ne sort qu'entouré d'une cinquantaine de pages d'une grande beauté, richement vêtus.[réf. nécessaire]
Un jour, un de ses esclaves lui ayant retrouvé un diamant qu'il avait perdu, il lui jette une piécette avec mépris et lui dit de s'en servir pour acheter une corde pour se pendre, puisqu'il a eu les moyens de tenir sa liberté et ne s'en est pas servi.[réf. nécessaire]
En revanche, il tient à ce qu'on sache qu'il tient sa parole en affaires.

#### Ali Bitchin et la religion
Il semblerait, d'après les observations de d'Aranda, que Bitchin ne fréquente guère sa propre mosquée[réf. nécessaire].
Un temps, il a parmi ses esclaves le père Angeli, un prêtre génois ; celui-ci est apprécié de tous : catholiques, luthériens, russes orthodoxes et même musulmans ; Ali Bitchin le fait venir pour lui demander quel sera son sort à sa mort; après maintes hésitations, le prêtre ose répondre qu'il ira droit en enfer ; Bitchin lui ayant demandé s'il y avait un moyen de l'éviter, le prêtre ose lui suggérer d'être meilleur musulman : s'abstenir de voler, montrer quelque miséricorde, s'abstenir de se moquer du Coran ; mettre quelquefois les pieds à la mosquée ; s'abstenir, quand il est chez le Régent et que le cri du muezzin retentit, de se couvrir le visage d'un mouchoir pour montrer qu'il fait ce qu'il peut pour cacher son rire ; tout cela paraissant un peu compliqué, Bitchin décide que le diable fera de lui ce qu'il voudra le moment venu.
Par ailleurs, il ne souhaite pas que ses esclaves se convertissent à l'islam, craignant que cela ne l'oblige à terme à affranchir l'esclave[réf. nécessaire].

### Le désastre de Velone (1638) et ses suites
En 1638, c'est la défaite de Velone, un désastre personnel pour Bitchin au moins autant qu'une défaite turque contre Venise ; le sultan de Constantinople avait obtenu que les raïs d'Alger participent à une expédition contre Venise ; une vingtaine de galères partent d'Alger sous la direction de Bitchin, la plupart lui appartenant ; huit galères tunisiennes viennent s'y joindre ; la flottille, moyennement enthousiaste pour faire la guerre du Sultan, commence par ravager les côtes de l'Adriatique, puis, à la suite d'une tempête, se réfugie dans le petit port de Velone et y séjourne plus que de raison ; elle y est surprise par les Vénitiens de Marin Cappello ; Bitchin parvient à fuir avec quelques galères, mais tout le reste est détruit : 1 500 Algériens tués, 3 500 esclaves chrétiens libérés, 12 galères et deux brigantins capturés par les Vénitiens, 4 galères coulées.
Après la défaite de Velone, qui a détruit nombre de ses galères, Bitchin devient un ferment de révolte contre le Sultan de Constantinople, suzerain de la régence d'Alger. Il lui reproche, et les raïs avec lui, d'exposer leurs personnes et leurs biens dans des guerres dont il ne peut résulter nul profit pour eux, et de ne pas les indemniser de leurs pertes. En 1639, il pille les côtes de la Calabre et de la Sicile, d'où il ramène un millier d'esclaves. Il est cependant empêché par une tempête de s'emparer du trésor de Notre Dame de Lorette. En 1643, la Taiffa refuse de se joindre à une flotte rassemblée contre Venise, et déclare qu'elle fera désormais la guerre pour son propre compte[réf. nécessaire].

### La fin (1644-1645)

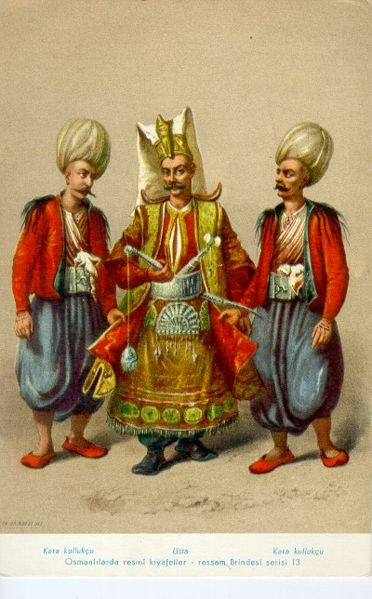
Officiers janissaires

À partir de 1644, les choses se précipitent pour Ali Bitchnin.
En 1644, le Sultan de Constantinople envisage une attaque contre Malte ; il demande l'aide de ses vassaux d'Alger qui la refusent ; la défection d'Alger oblige le Sultan à renoncer à l'attaque[réf. nécessaire].
En Turquie, le Sultan Ibrahim veut la tête de Bitchin et de quelques autres raïs. Quand les envoyés du Sultan arrivent, une révolte éclate à l'instigation de Bitchnin. Le Pacha Mohammed doit se réfugier dans une mosquée. Les envoyés turcs sont forcés de chercher asile chez Bitchnin, qui les renvoie à Constantinople couverts de présents ; de retour auprès du Sultan, ils se déclarent convaincus que l'apaisement à Alger passe par Bitchin. Mais les Janissaires, constatant qu'il a neutralisé le pacha (enfermé dans sa mosquée), considèrent Ali Bitchin comme le maître de la ville, devant en conséquence assurer leur solde. Il a trois jours pour réunir l'argent ; il se sauve chez un marabout, se fait porter malade pour obtenir un délai de paiement, obtient encore cinq jours de délais. 
Avant l'expiration du délai, il sort de la ville avec toutes ses richesses et se réfugie à Koukou chez son beau-père . Les janissaires craignent qu'il ne revienne à la tête d'une troupe de Kabyles. Ses maisons sont pillées, ses galères sont mises sous séquestre, ses esclaves sont dispersés en différentes mains, si bien que Vincent de Paul, qui était à ce moment en tractations pour leur libération, devra les rechercher un par un chez leurs nouveaux maîtres. Puis, les choses semblent s'arranger : convaincu du caractère incontournable de Bitchin, le Sultan lui envoie de l'argent et les présents les plus flatteurs. Bitchin revient à Alger où il est accueilli en triomphe. Mais un nouveau Pacha nommé Ahmed est aussi envoyé par le Sultan. Peu de temps après, Bitchin meurt mystérieusement. Alger pense qu'il a été empoisonné et lui fait des funérailles royales.

## Mosquée d'Ali Bitchin
La Mosquée d'Ali Bitchin, située dans la rue Bab-el-Oued, tout près de la Casbah, a été l'église Notre-Dame-des-Victoires de 1843 à 1962, puis est redevenue une mosquée (Djemaâ Ali-Betchin).
Elle a fait l'objet de travaux de restauration en 2010.

## Statue du Raïs Ali Bitchin
Au mois de mai 2023, une statue en hommage au Raïs Ali Bitchin, réalisée en Italie en marbre de Massa, à l’occasion des 400 ans de la construction de la mosquée Ali Bitchin, a été inaugurée au Jardin d'essai du Hamma à Alger. Le projet de cette œuvre en marbre d'une longueur de 3.2 mètres, représentant Ali Bitchin et son épouse Lallahom Belkadi, a été lancé en 2018 par le chercheur et écrivain italien Riccardo Nicolai et a été réalisé par les élèves du lycée artistique Felice Palma sous la conduite de l’artiste Alessandro Mosti sur la base d’une conception de l’élève, Giulia Vatteroni.

#### Témoignages
- Emmanuel d'Aranda, Relation de la captivité et liberté du sieur Emanuel d'Aranda Lire en ligne

#### Ouvrages anciens
- Revue historique, tome XXV, mai-août 1884 Lire en ligne
- Henri Delmas de Grammont, Histoire d'Alger sous la domination turque Lire en ligne
- Ernest Mercier, Histoire de la Berbérie, en ligne sur le site Algérie-Ancienne

#### Articles (presse algérienne)
- La mosquée d'Ali Bitchin sur le site Djazairess
- Mosquée Ali Bitchin, Midi libre (Algérie), 6 juillet 2010
- Djamaa Ali-Betchin, Le Soir d'Algérie, 20 avril 2010